# Robert Provine
Robert R. Provine (Tulsa, Oklahoma, 11 de mayo de 1943-Baltimore, 17 de octubre de 2019) fue profesor de psicología y ayudante de dirección del programa de neurociencia de la Universidad de Maryland. Fue autor de alrededor de 50 publicaciones relativas a la neurociencia del desarrollo y los mecanismos neurológicos del comportamiento. Durante diez años realizó un estudio para intentar entender la risa en todos sus contextos. También abordó previamente el estudio del bostezo.
Aficionado a la astronomía, la óptica y las artes marciales, fue consejero e instructor de University Tae Kwon Do Club. Se casó con la pianista y musicóloga Helen Weems y tuvo dos hijos.
Falleció a los 76 años en el hospital de Baltimore donde fue ingresado debido a las complicaciones del linfoma no Hodgkins que padecía.

## Labor científica
Realizó estudios sobre alrededor de 30 especies animales, usando técnicas que van desde la electrofisiología y cultivos tisulares hasta estudios de campo. Abordó el estudio de la risa y la etología humanas desde un origen neuroembriológico, y ha estudiado y publicado trabajos junto con los prestigiosos Rita Levi-Montalcini y Viktor Hamburger. Ofreció conferencias en Norteamérica y Europa, desde departamentos de neurología en universidades hasta centros relacionados con la NASA y el Instituto Nacional de Estándares y Tecnología, y recibió becas de los NIH.

## Publicaciones y apariciones en los medios
Su trabajo ha sido publicado en docenas de artículos por todo el mundo, incluyendo The New York Times, The Wall Street Journal, The Daily Telegraph (Londres), Le Figaro, National Geographic, Psychology Today, Equinox (Canadá), New Scientist, Discover, Science et Avenir, The Observer (Londres), Panorama (Italia), Focus (Alemania), Los Angeles Times y The Washington Post. Entre sus numerosas apariciones televisivas se encuentran «Good Morning America», «ABC World News Tonight», «Eye to Eye» (CBS), 20/20 (ABC) y programas especiales en The Learning Channel («Understanding Laghter», con Bill Cosby), Discovery Channel («Laughter», con Conan O'Brien), y BBC Horizon («Beyond the Joke»). Entre sus apariciones por la radio se encuentran «All Things Considered» (NPR), «Morning Edition» (NPR), «Talk of the Nation» (NPR) y «Talk of the Nation-Science Friday» (NPR). Fue uno de los entrevistados de Eduard Punset en su programa Redes.